# جون سميث (سياسي أسترالي، مواليد 1816)
جون سميث (بالإنجليزية: John Smith)‏ هو سياسي أسترالي، ولد في 28 مايو 1816 في سيدني في أستراليا، وتوفي في 30 يناير 1879 في فلمينغتون ‏ في أستراليا.

## مناصب
- انتخب Mayor of Melbourne ‏ (1863 – 1864).
- انتخب Mayor of Melbourne ‏ (1860 – 1861).
- انتخب Mayor of Melbourne ‏ (1857 – 1858).
- انتخب Mayor of Melbourne ‏ (1854 – 1856).
- انتخب عضو الجمعية التشريعية فيكتوريا عن دائرة Electoral district of West Bourke [الإنجليزية]‏ (30 أغسطس 1861 – 30 يناير 1879).
- انتخب عضو الجمعية التشريعية فيكتوريا عن دائرة Electoral district of Creswick [الإنجليزية]‏ (13 أكتوبر 1859 – 11 يوليو 1861).
- انتخب عضو الجمعية التشريعية فيكتوريا عن دائرة Electoral district of Melbourne [الإنجليزية]‏ (24 أكتوبر 1856 – 9 أغسطس 1859).
- انتخب عضو المجلس التشريعي الفيكتوري.
- انتخب Mayor of Melbourne ‏ (1851 – 1853).